# Jacob Maris

Jacob Hendricus Maris (25 de agosto de 1837, La Haya – 7 de agosto de 1899, Karlovy Vary) fue un pintor holandés que junto a sus hermanos Willem y Matthijs formaron parte del grupo de pintores conocidos como Escuela de La Haya. Jacob es considerado el más importante e influyente paisajista holandés del último cuarto del siglo XIX. 
Su primer maestro, entre los años 1849 y 1852, fue el pintor J.A.B. Stroebel.
Jacob Maris es sobre todo conocido por sus series de retratos de miembros de la real casa de Orange, que realizó en colaboración con su hermano Matthijs y por sus paisajes como: "Bomschuit op het Scheveningse strand" (Barco en la playa de Scheveningen).

## Vida

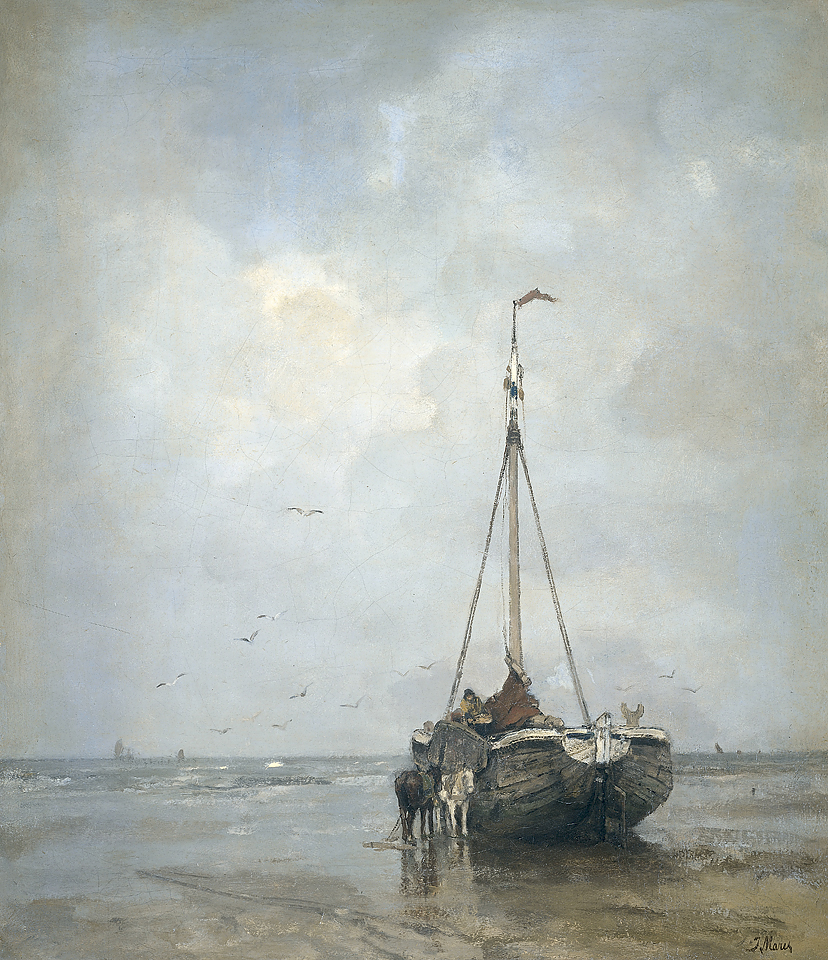
Barco en la playa de Scheveningen.

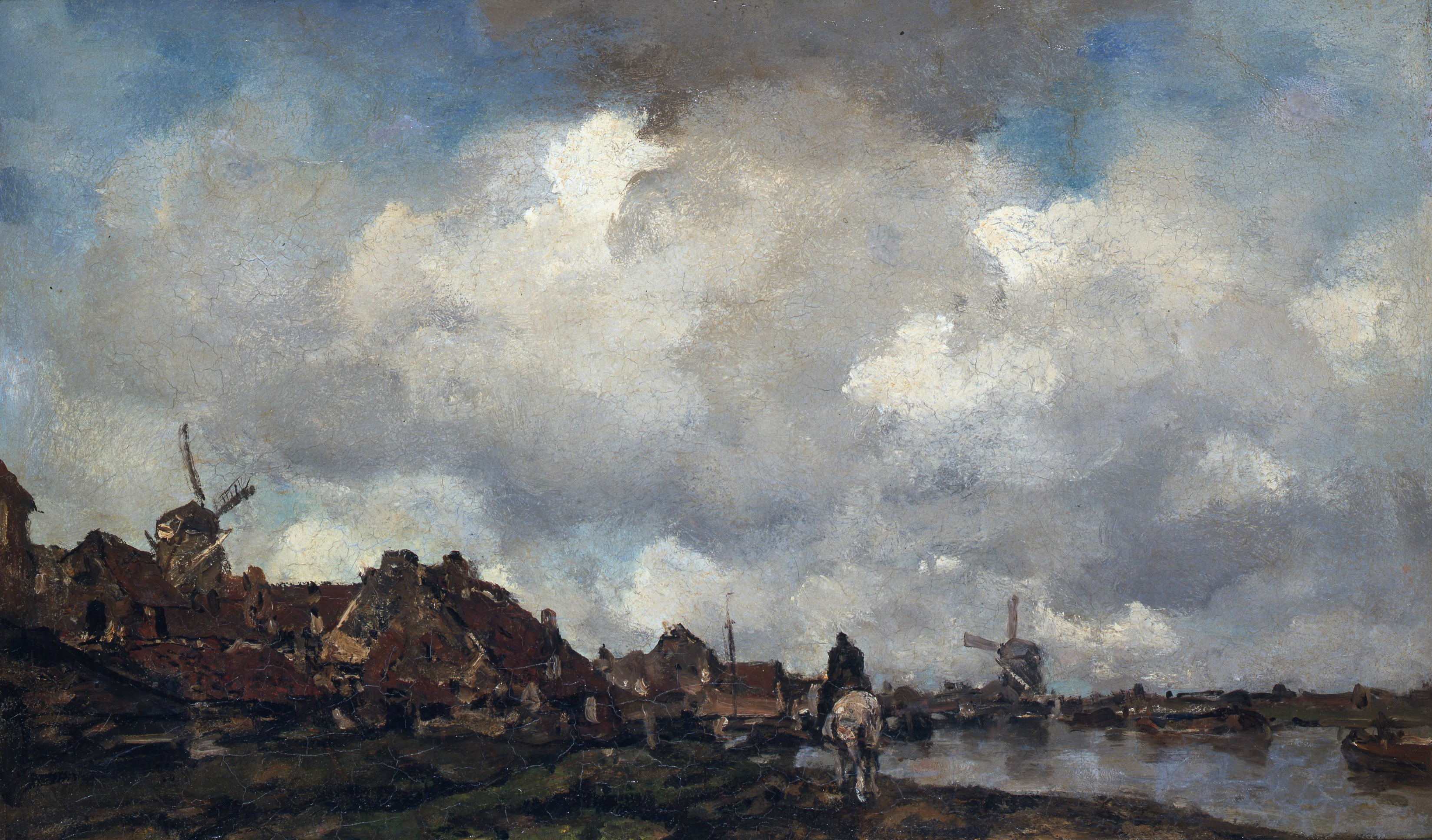
Villa cercana a Schiedam, óleo sobre lienzo - 48,5 x 78,5 cm, Dordrechts Museum

Cuando Jacob tenía 12 años comenzó a tomar lecciones de pintura y más tarde, entre 1850 y 1853, asistió a la prestigiosa Academia de Arte de La Haya. Un tratante de arte reconoció el talento del muchacho y lo recomendó para trabajar en el estudio de Hubertus van Hove. Allí pintó interiores así como trabajos figurativos y de género. Van Hove lo acogió bajo su tutela y además de un trabajador, Jacob fue también su discípulo.
Van Hove se mudó a Antwerp y Jacob que entonces contaba con 19 años se fue con él. Esta relación continuó hasta que su hermano Matthijs recibió un subsidio Real y Jacob se unió a él. Juntos alquilaron un espacio de trabajo donde también compartieron habitación con el amigo de ambos Lawrence Alma-Tadema. Los tres asistieron a clases en la Academia de Antwerp y fueron capaces de vender algunos de sus trabajos. Después, en 1861, Jacob viajó por Alemania, Suiza y Francia.
Como muchos de los alumnos de la Escuela de La Haya, Jacob Maris tuvo un gran éxito en los Países Bajos y alrededores y vendió la mayor parte de sus pinturas a coleccionistas privados de Estados Unidos y Escocia.
En 1857 Jacob regresa a La Haya y un año después lo hará su hermano para compartir de nuevo un estudio de trabajo. Ganan bastante dinero con la copia de ocho retratos reales y se mudan a Oosterbeek donde se encuentran con Anton Mauve, Johannes Warnardus Bilders, su hijo Gerard y otros artistas que más tarde jugarán un importante papel en la Escuela de La Haya. Más tarde los dos hermanos emprendieron un viaje de estudios por Alemania, Suiza y Francia.
Cuando se les acabó el dinero volvieron de nuevo con sus padres y Jacob estuvo asistiendo a más clases en la Academia de Arte de La Haya. En el verano de 1864 Jacob regresó a Oosterbeek y posiblemente también estuvo en Fontainebleau y Barbizon. Acabó este viaje en París donde vivió entre 1865 y 1871 volviendo a los Países Bajos al finalizar la Guerra franco-prusiana.
En La Haya se convirtió en un pintor especializado en paisajes mostrando preferencia por molinos, caminos de sirga y playas con barcos de pesca. Su pincelada se volvió más amplia y gruesa y su uso del color más suave dirigido a representar la etérea atmósfera de las nubes. Esta etapa ha sido comparada con pintores del siglo XVII como: Jacob Van Ruisdael, Jan van Goyen y Johannes Vermeer.

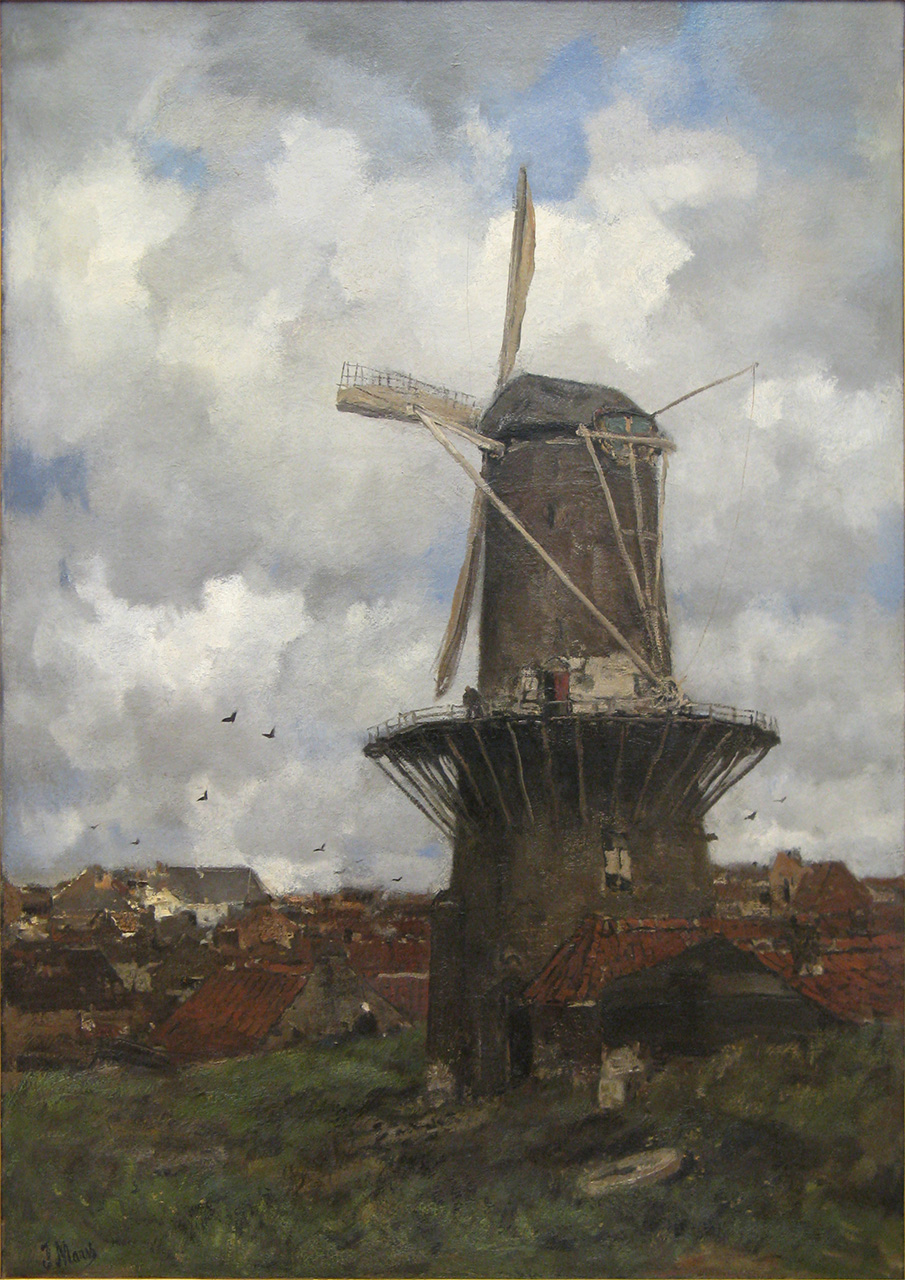
Molino de viento

Su modo de trabajar ha sido descrito del siguiente modo:

Dicen que primero pinta y después dibuja. Él aplica una gruesa capa de pintura, la construye, juguetea, tontea con ella para gradualmente establecer una armonía de colores que establece el camino a tomar. Sólo entonces completa sus figuras con suaves, ligeros toques de pincel para el toque final darlo con una pincelada maestra. El resultado es tan sólido como el más ceñido de los dibujos

También, M. Philippe Zilcken dijo:
```

```

Ningún pintor ha expresado tan bien los etéreos efectos bañados en aire y luz atravesando la flotante niebla plateada (en el que los pintores se deleitan) y las características de remotos horizontes borrosos por la bruma o el todavía luminoso gris del clima de Holanda diferente del apagado gris de la lluvia en Inglaterra o el pesado cielo de París.

En 1871, Jacob se convirtió en un miembro del Pulchri Studio donde ocuparía diferentes cargos administrativos. Sólo después de 1876 conseguiría algo de fama y renombre en los Países Bajos y desde 1885 se convirtió en lo que puede denominarse un pintor célebre. Además, como líder de la Escuela de La Haya su influencia fue enorme. Sin embargo Willem de Zwart y posiblemente Bernard Blommers fueron sus únicos estudiantes.
Al cumplir los 60 años, Jacob comenzó a sufrir de asma y obesidad. Por consejo de sus doctores acudió a tomar los baños de Karlsbad donde falleció de repente el 7 de agosto de 1899. Jacob Maris está enterrado en La Haya.